# Vô nhân vị
Vô nhân vị (tiếng Anh: nonperson) là một cá nhân có quyền công dân (citizen) hoặc là một thành viên của một nhóm đã thiếu, đánh mất, hoặc bị buộc phải từ chối địa vị xã hội hoặc địa vị pháp lý đặc biệt là các quyền con người cơ bản, hoặc là những ai đã chấm dứt một cách có hiệu quả ký lục về sự tồn tại của họ trong xã hội (damnatio memoriae), từ quan điểm có thể truy tung (traceability), tài liệu hóa (documentation), hoặc tồn tại (existence). Thuật ngữ này còn chỉ những người mà cái chết của họ chưa được kiểm chứng và về thứ mà dẫn đến "bức tường trống" (blank wall) của "không ai biết điều đó" ("nobody knows that").

## Trong phim, tiểu thuyết viễn tưởng
Vô nhân vị được miêu tả trong tiểu thuyết Một chín tám tư của George Orwell như là người bị xóa sự tồn tại bởi việc chỉnh sửa ký lục. Từ Newspeak dùng cho một cá nhân như vậy là phi cá nhân (unperson).
Trong trò chơi chiến lược thời gian thực Red Alert 2, Yuri đặt tên General Vladimir như một vô nhân vị, và ra lệnh người chơi bắt anh ta.
Trong series truyền hình Max Headroom, nhóm ngầm nổi danh là "Blanks" gồm những người đã cố tình xóa mọi ký lục về họ từ cơ sở dữ liệu của chính phủ.